# William Hayes (Komponist)

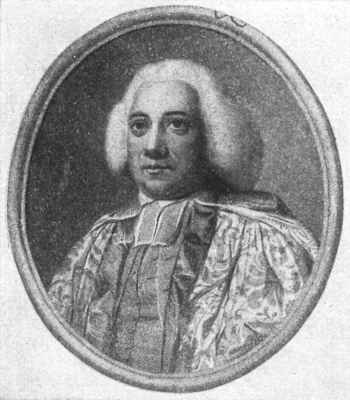
William Hayes

William Hayes (* vermutlich 25. Januar 1708 in Gloucester; † 27. Juli 1777 in Oxford) war ein englischer Organist und Komponist.

## Leben

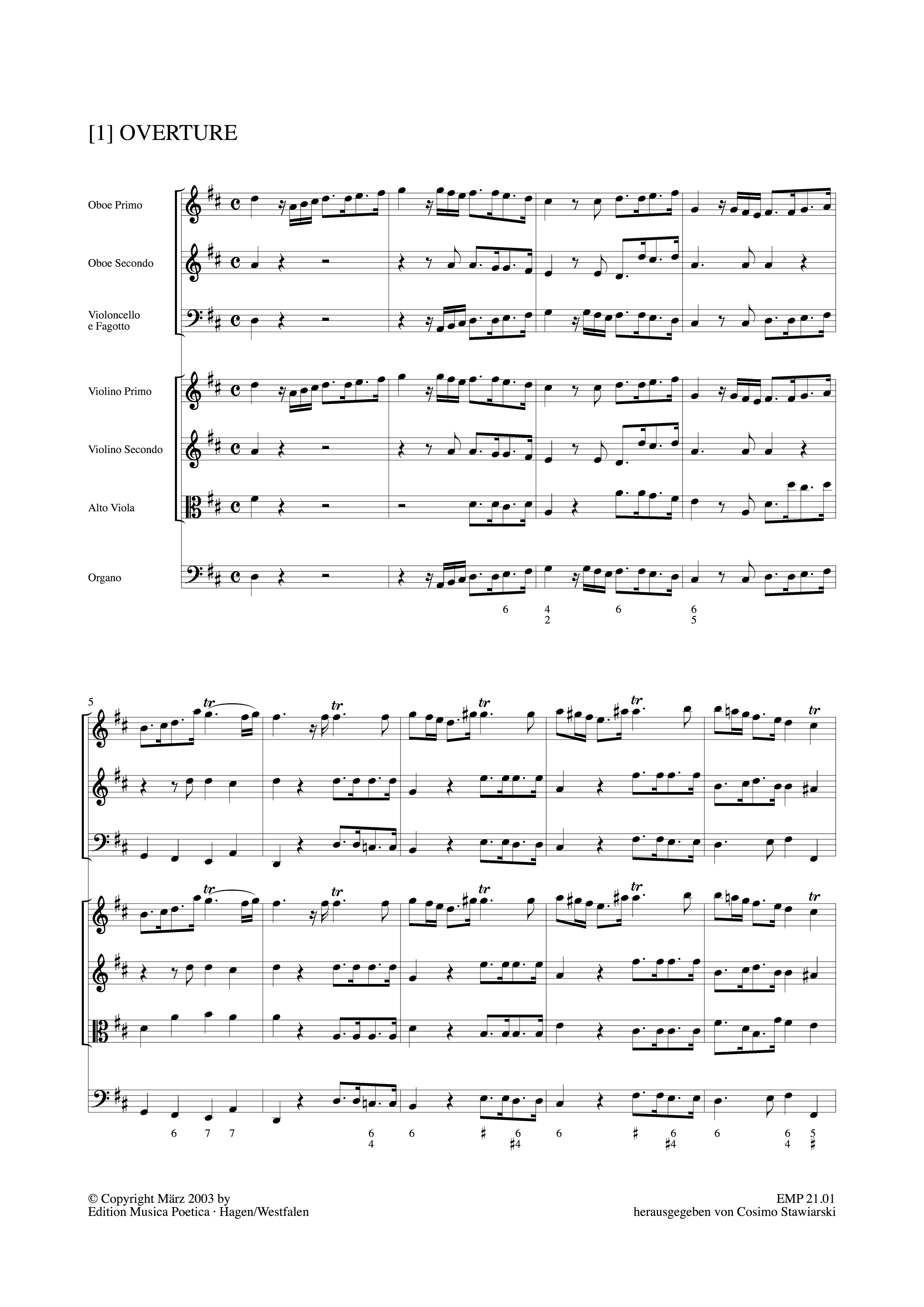
Beginn der Ode „Orpheus and Euridice“ (1735)
Ausgabe: Edition Musica Poetica

William Hayes wurde vermutlich im Januar 1708 in Gloucester geboren. Der genaue Geburtstag ist nicht überliefert, jedoch ist seine Taufe für den 26. Januar belegt. Über seine Jugend und seine musikalische Ausbildung ist nicht sehr viel bekannt. Fest steht, dass er neunjährig in den Chor von Gloucester Cathedral aufgenommen wurde, der zu dieser Zeit der Leitung des Kantors William Hine unterstand. Von ihm, so ist anzunehmen, erhielt William Hayes einen profunden musikalischen Unterricht.
Nach verschiedenen Anstellungen als Organist (1729 St. Mary’s Shrewsbury, 1731 Worcester Cathedral, 1734 Magdalen College Oxford) wurde er am 14. Januar 1741 als Nachfolger Richard Goodsons zum Professor of Music an die Universität von Oxford berufen.
Sechs Jahre zuvor, am 8. Juli 1735, hatte Hayes den akademischen Grad eines Bachelor of Music erworben. Interessanterweise hat sich das Prüfungsstück, welches er zur Erlangung des Titels komponieren musste, erhalten. Es handelt sich hierbei um die Ode When the fair Consort in the Elysian Choir über die der griechischen Mythologie entnommene Geschichte von Orpheus und Eurydike.
Im Originaltitel zur Erstveröffentlichung heißt es:
An ode, being part of an exercise perform'd for a Bachelor's degree in musick. […] composed by William Hayes […]
Am 14. April 1749 wurde William Hayes im Rahmen der Eröffnungsfeierlichkeiten der Radcliffe Library Oxford die Doktorwürde verliehen.
Zu seinen wichtigsten musikalischen Aktivitäten gehörten die Gründung der wöchentlich stattfindenden Konzertreihe im Holywell Music Room (gegründet 1748) und die Aufführungen verschiedener Oratorien des von ihm bewunderten Georg Friedrich Händel (so besorgte Hayes die erste Aufführung des Messias in Oxford).
William Hayes starb hochgeehrt am 27. Juli 1777 in Oxford. Sein Sohn Philip Hayes (1738–1797) war ebenfalls Komponist und sein Nachfolger als Professor of Music in Oxford.

## Bewertung
Über einen Zeitraum von 26 Jahren war William Hayes in seiner Position als Professor of Music die führende musikalische Kraft in Oxford und verantwortlich für zahlreiche bedeutende Neuerungen, wie beispielsweise die bereits erwähnten Konzerte im Holywell Music Room. Eigentlich sollte das Grund genug sein, sich der umfangreichen kompositorischen Hinterlassenschaft dieses Mannes (→siehe Werkverzeichnis weiter unten) anzunehmen und sie dem Musikleben wieder zuzuführen, doch bislang hat eine Renaissance seiner Werke noch nicht eingesetzt.
„Hayes’ musikalischer Stil orientiert sich stark an dem Georg Friedrich Händels“ so wird es in einigen einschlägigen Lexika formuliert. Das ist sicher nicht grundsätzlich falsch, aber es kann leicht zu Missverständnissen führen. Das „Typische“ an Händels Musik war zum größten Teil eine dem damaligen musikalischen Geschmack angepasste Art des Komponierens, die auch von William Hayes aufgenommen wurde. Wenn man das berücksichtigt, beinhaltet Hayes' Musik nur vordergründig Gemeinsamkeiten mit der Händels. Vielmehr ist William Hayes ein Kind seiner Zeit und den musikalischen Neuerungen des Spätbarock und der Vorklassik durchaus nicht unaufgeschlossen. In seinen Werken findet sich barocke, polyphone Schreibweise direkt neben Sätzen, die eher an den empfindsamen Stil erinnern.
Durch seinen prestigeträchtigen Posten an der Universität von Oxford war William Hayes nicht darauf angewiesen, mit dem Komponieren Geld zu verdienen. Das ist der Grund dafür, warum er es sich leisten konnte, seine Werke einem für die damalige Zeit ausgesprochen unüblich langen Schaffensprozess zu unterziehen. Die Fertigstellung der Oden The Passions und The Fall of Jericho zog sich beispielsweise über Monate beziehungsweise Jahre hin. Und selbst nach den ersten Aufführungen brachte er immer noch einige Änderungen im Notentext an. Im Vergleich zu Händel erscheint diese Art des Komponierens extrem ineffizient.

## The Passions

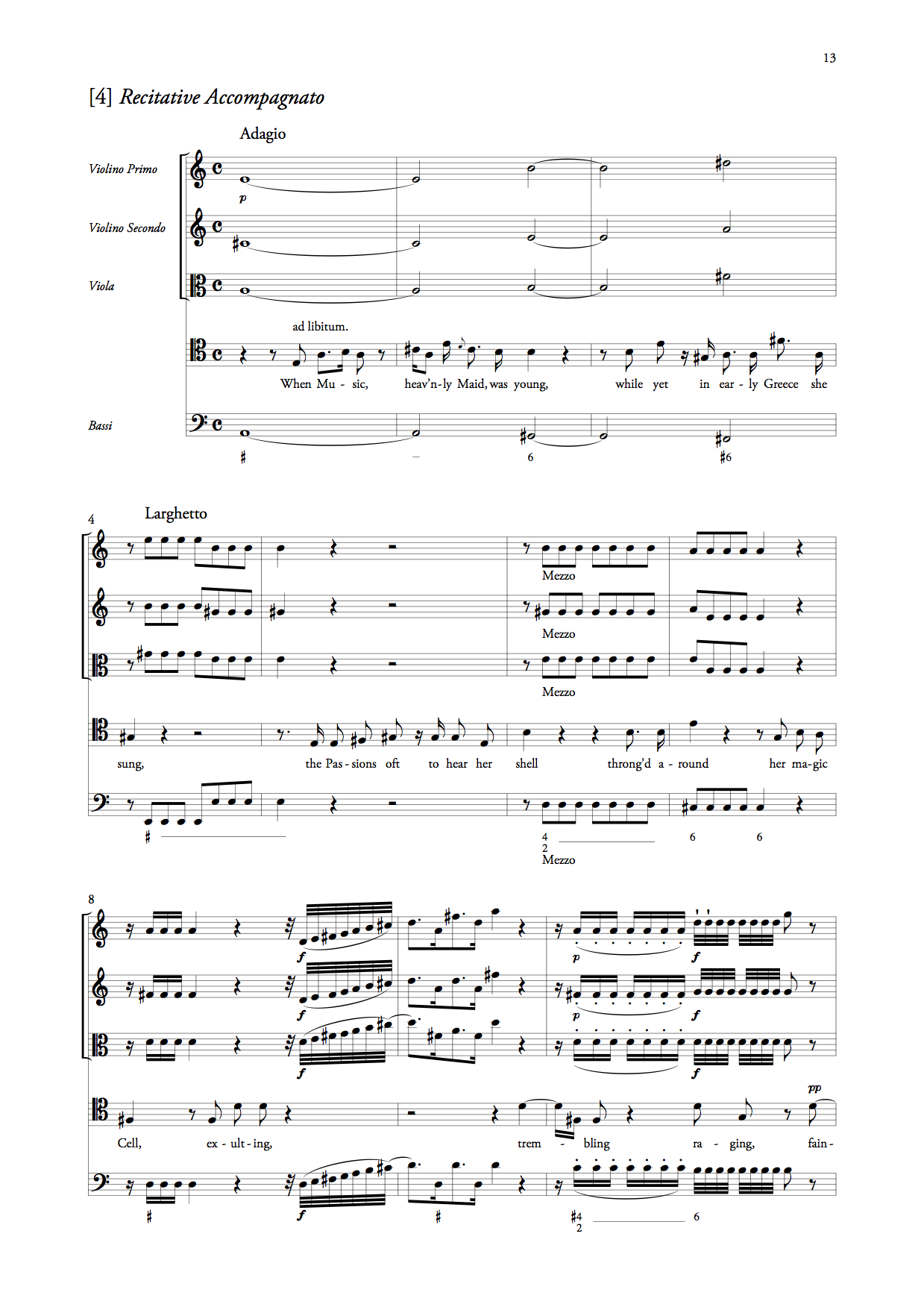
Ode „The Passions“ (1750) · Beginn des ersten Teils
Ausgabe: Edition Musica Poetica

Im Jahre 1747 veröffentlichte der überaus begabte, aber bedauerlicherweise zu seinen Lebzeiten eher erfolglose englische Dichter William Collins eine Gedichtsammlung unter dem Titel Odes on Several Descriptive and Allegoric Subjects. Die letzte der insgesamt 12 Oden in dieser Ausgabe ist überschrieben mit The PASSIONS. An Ode for Music. Sie war also von vornherein vom Dichter zur musikalischen Vertonung bestimmt gewesen, ohne jedoch einen bestimmten Komponisten im Blick gehabt zu haben.
Die Anlage dieses Gedichtes ist relativ simpel und folgt der englischen Tradition der Cäcilienoden. Musikalisch gesehen stellt es jedoch für die damalige Zeit ganz neue Herausforderungen an den Komponisten: die Umsetzung menschlicher Gemütszustände in Musik. Die sogenannte Programmmusik des ausgehenden 17. und beginnenden 18. Jahrhunderts kannte zwar plakative Naturdarstellungen, die teilweise sogar mit einer Beschreibung versehen wurden (wie zum Beispiel Friedrich Funcke, Danck- und Denck-Mahl über […] den Donnerschlag […] 1666 zu S. Johannis in Lüneburg […] oder auch Telemanns Singgedicht im Frühling), die musikalische Umsetzung von Leidenschaften war aber etwas noch nie Dagewesenes.
Collins’ Ode gliedert sich folgendermaßen:
Einleitung durch einen Erzähler
Fear (Angst)
Anger (Zorn)
Despair (Verzweiflung)
Hope (Hoffnung)
Revenge (Rache)
Jealousy (Eifersucht)
Melancholy (Melancholie/Schwermut)
Chearfulness (Fröhlichkeit/Frohsinn)
Joy (Freude/Wonne)
Schlussteil

Ode „The Passions“ (1750) · Beginn der Arie „Despair“
Ausgabe: Edition Musica Poetica

William Hayes benutzt für seine am 2. Juli 1750 im Theater von Oxford uraufgeführte Vertonung von The Passions nicht den Originaltext der Ode, sondern beauftragt seinen Vorgesetzten, den Kanzler der Universität von Oxford, den Schluss zu ändern. Im Erstdruck findet sich dazu der folgende Hinweis:
N. B. The Lines which conclude this Poem as it is here set to Music (from P. 161 to the end) were written for the Composer by the Earl of Litchfield Chancellor of the University of Oxford: the latter part of the original Ode not being calculated for musical expressions.
Warum genau Hayes den Text ändern ließ, ist kaum nachvollziehbar. Fest steht jedoch, dass der von Collins vorgesehene Schluss sehr wohl in Musik gesetzt werden konnte, denn rund 30 Jahre nach William Hayes nahm sich der Engländer Benjamin Cooke der Ode an und vertonte sie ebenfalls, und zwar komplett. Markus Marti entwickelt in seinem Aufsatz eine Theorie, aufgrund derer es für Hayes geradezu zwingend notwendig war, den Schluss zu ändern, da in der originalen Gestalt alle neuen musikalischen Errungenschaften der Zeit in Frage gestellt werden und die „alte“ bzw. damals „altmodische“ Musik als das allein selig machende besungen wird. Möglicherweise war es auch einfach nur ein geschickter Schachzug von Hayes. Immerhin sollte nicht vergessen werden, dass sein Textdichter auch sein Vorgesetzter war, der sich aufgrund der Inanspruchnahme durch Hayes sicher geschmeichelt gefühlt haben mag.
Der Textdichter William Collins hat erst nach der Uraufführung von Hayes' Vertonung seines Gedichtes erfahren und er schien nicht gewusst zu haben, dass sein Text verändert worden war. In einem auf den 8. November 1750 datierten Brief bittet er William Hayes darum, ihm eine Kopie seiner Komposition zu übersenden. Gleichzeitig erwähnt er eine neue, von ihm verfasste Ode „an die Musik des griechischen Theaters“, die sich laut Collins’ Aussage hervorragend für ein universitäres Publikum eignen würde, und schlägt sie Hayes zur Vertonung vor. William Hayes scheint auf diesen Brief nicht reagiert zu haben. Eine Übersendung der Partitur fand nicht statt, und von Collins’ Ode „an die Musik des griechischen Theaters“ hat sich außer einigen Fragmenten, die allerdings nicht hundertprozentig zugeordnet werden können, nichts erhalten.

## Werke

### Vokalmusik
- Twelve arietts or ballads, and two cantatas (Partiturdruck Oxford 1735)
- Vocal and instrumental musick in three parts (Partiturdruck Oxford 1742)
- The Fall of Jericho, Ode/Oratorium (Manuskript ca. 1740–1750)
- Six Cantatas set to Musick (Partiturdruck London 1748)
- Peleus and Thetis, Masque (Manuskript 1749)
- The Passions, An Ode to Music (Manuskript um 1750, Partiturdruck herausgegeben von Philip Hayes ca. 1800)
- Where shall the Muse, Ode (Manuskript 1751)
- Hark! Hark from every tongue, Installation Ode (Manuskript 1759)
- O that some pensive Muse, Ode to the Memory of Mr. Handel (Manuskript ca. 1759)
- Ode Sacred to Masonry in: Social Harmony (herausgegeben von T. Hale, Partiturdruck London 1763)
- Catches, glees and canons, 3 Teile (Partiturdruck Oxford 1757, 1765 & 1773)
- A supplement to the catches, glees and canons (Partiturdruck Oxford 1765)
- Sixteen psalms selected from the Revd. Mr. Merrick’s new version (Partiturdruck London 1773)
- Daughters of Beauty, Commemoration Ode (Manuskript 1773)
- Sixteen psalms selected from the Revd. Mr. Merrick’s new version (Entstehungszeit unbekannt, Partiturdruck London 1773)
- David, Act I, Oratorium (Manuskript ca. 1774–1777, vervollständigt von Philip Hayes)
- Te Deum, Manuskript (Entstehungszeit unbekannt)
- The 100 psalm as performed at St. Paul’s (Entstehungszeit unbekannt, Partiturdruck London 1790)
- Cathedral Music in score (Entstehungszeit unbekannt, Partiturdruck herausgegeben von Philip Hayes Oxford 1795)
- Harmonia Wiccamica (Entstehungszeit unbekannt, Partiturdruck herausgegeben von Philip Hayes)

### Instrumentalmusik
- 8 Concerti grossi (Manuskript)
- Concerto für Cembalo und Orchester (Manuskript)
- 2 Concerti für Orgel, Streicher und Basso continuo (Manuskript)
- Sonata für Oboe, Violine und Basso continuo (enthalten in Teil 2 der Vocal and Instrumental Musick von 1742)
- 5 Sonate für 2 Violinen und Basso continuo (Manuskript)

### Ausgaben
- Orpheus and Euridice, herausgegeben von C. Stawiarski bei Edition Musica Poetica, kostenloser Download
- The Passions, herausgegeben von C. Stawiarski bei Edition Musica Poetica (= Musikdenkmäler der Frühen Neuzeit, Band 1)